# كريل كريستالي
كريل كريستالي (الاسم العلمي: Euphausia crystallorophias) هو نوع من المفصليات يتبع جنس الكريل من الفصيلة الكريلية.